# Vitálisfalu
Vitálisfalu (szlovákul: Vitálišovce) Liptószentmiklós város része, egykor önálló község Szlovákiában, a Zsolnai kerület Liptószentmiklósi járásában.

## Fekvése
A városközponttól 4 km-re keletre a Liptói-medencében, a Szrecsianka-patak bal partján, a Háje-hegy lábánál fekszik.

## Története
1295-ben Okolicsányi Pál az Okolicsnó és Verbic közötti területet Katalin nevű lánytestvérének adta. A hely neve a 14. században Brezina volt, melyet a század második felében Majs és lányai birtokoltak. Magát a települést a század elején alapították. A 16. században három nemesi kúria állt a településen. Mai nevén 1520-ban említik először. Ekkor a Vitális család birtoka volt, a nevét is róluk kapta. Az 1754–55. évi országos nemesi összeírásban tekintik a települést ősi fészküknek. A család később az ország más részeiben is szerzett birtokokat.
A 18. század végén Vályi András így ír róla: „VITÁLISFALVA. Vitalisovce. Tót falu Liptó Várm. földes Ura Vitális Uraság, lakosai többfélék, fekszik Szent Miklóshoz közel, és annak filiája; határja termékeny, legelője alkalmatos, erdeje tsekély.”
Fényes Elek 1851-ben kiadott geográfiai szótárában így ír a faluról: „Vitalisfalva (Vitallisancze), Liptó m. tót f. 38 kath., 146 evang., 4 zsidó lak. Sz. Miklóshoz északra 1 óra; kősziklás hegyek közt. F. u. Vitalis. Ut. p. Okolicsna.”
1910-ben 88 szlovák lakosa volt. A trianoni diktátumig Liptó vármegye Liptószentmiklósi járásához tartozott.
1971-óta Liptószentmiklós része.

## Nevezetességei
A városrész nyugati részén sífelvonó, büfé és lőtér található.

## Külső hivatkozások
- Vitálisfalva Szlovákia térképén

## Lásd még
- Liptószentmiklós
- Andaháza
- Andrásfalu
- Benic
- Bodafalu
- Deménfalu
- Illanó
- Kispalugya
- Okolicsnó és Sztosháza
- Plostin
- Verbic